# 허광희
허광희(許侊熙, 1995년 8월 11일 ~ )는 대한민국의 배드민턴 선수이다. 2012년 세계 주니어 선수권 대회에서 동메달 2개를 획득했고, 2013년 세계 주니어 선수권 대회 단식에서 우승을 차지했다.